# Дунит

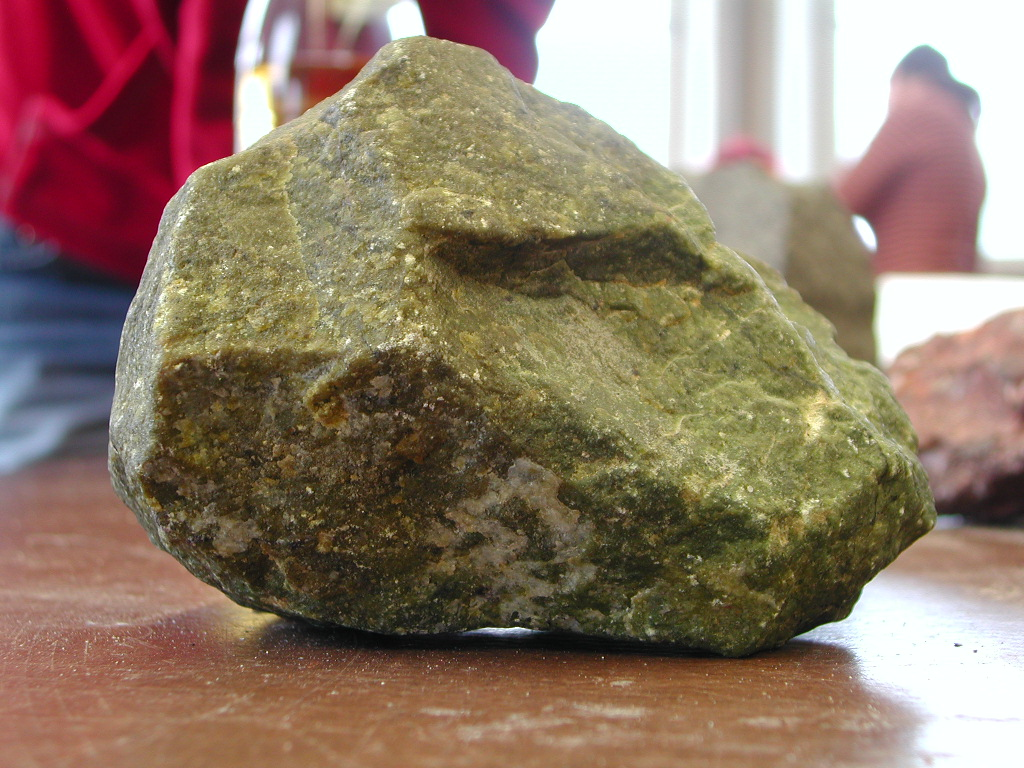

Дунит (др.-англ. dūn — возвышенность, холм, по горе Дун, Новая Зеландия) — магматическая плутоническая горная порода ультраосновного состава, нормального ряда щелочности из семейства дунитов. Более чем на 90 % состоит из оливина с примесью хромита, чем отличается от оливинита, в котором вместо хромита присутствует магнетит. Различают хромитовый дунит (70 % оливина, 30 % хромита), ильменитовый дунит (60 % оливина, 36 % ильменита, остальное — акцессорные минералы) и магнетитовый дунит (70 % оливина, 30 % титаномагнетита). В незначительном количестве в дунитах могут присутствовать клинопироксен, ортопироксен, плагиоклаз и так далее. Цвет чёрный, тёмно- и светло-зелёный. Текстура массивная.
Средний химический состав: SiO2 35—40 %, ТіO2 до 0,02 %, Al2O3 до 2,5 %, Fe2O3 0,5—7 %, FeO 3—6 %, MgO 38—50 %, CaO до 1,5 %, Na2O до 0,3 %, К2О до 0,25 %.

## Физические свойства
Плотность дунита 3,28 г/см3
Модуль Юнга 0,89–1,95×105 МПа
Модуль сдвига 0,476–0,706×105 МПа
Коэффициент Пуассона 0,16–0,40

## Происхождение
Породы образуются на первых этапах дифференциации магмы, когда из расплава кристаллизуется только оливин и иногда хромит (в соответствии с рядом Боуэна). Минералы оседают на дно магматической камеры, формируя почти мономинеральную породу. Дуниты распространены в дунит-гарцбургитовых и дунит-клинопироксенит-габбровых комплексах складчатых областей, на платформах – в нижних частях расслоенных основных интрузий и кольцевых ультраосновных щелочных комплексах. Также часто присутствуют в офиолитовых комплексах, где представляют собой кумуляты в промежуточных магматических камерах и фрагменты самых верхних частей мантии.

## Практическое значение
Дуниты являются материнскими породами большинства хромитовых месторождений мира, некоторых месторождений платины и металлов платиновой группы. Также используются как огнеупорный материал.